# Kevin Gregg
Kevin Marschall Gregg (né le 20 juin 1978 à Corvallis, Oregon, États-Unis) est un ancien lanceur de relève droitier de baseball. Il a joué dans la Ligue majeure de baseball de 2003 à 2015.

## Carrière

### Débuts
Kevin Gregg est repêché le 4 juin 1996 par les Athletics d'Oakland dès la fin de ses études secondaires. Il évolue sept saisons en Ligues mineures avant de devenir agent libre en octobre 2002. 

### Angels de Los Angeles
Il s'engage alors chez les Los Angeles Angels avec lesquels il fait ses débuts en Ligue majeure le 9 août 2003.

### Marlins de la Floride
Il est échangé le 20 novembre 2006 aux les Marlins de la Floride contre le lanceur droitier Chris Resop. 
Il tient le rôle de stoppeur chez les Marlins et enregistre 32 et 29 sauvetages respectivement durant les saisons 2007 et 2008.
Le 13 novembre 2008, il passe aux Cubs de Chicago dans un échange contre un lanceur droitier alors dans les ligues mineures, José Ceda. 

### Cubs de Chicago
Gregg est mis en concurrence avec Carlos Marmol au poste de stoppeur des Cubs. À la fin de l'entraînement de printemps 2009, Lou Piniella, manager des Cubs, confie le poste à Gregg. Ce dernier totalise 23 victoires protégées durant la 2009.

### Blue Jays de Toronto
Après une saison à Chicago, Gregg devient agent libre et signe un contrat d'un an avec les Blue Jays de Toronto. Il réalise chez les Jays un nouveau sommet personnel de 37 sauvetages en une saison, prenant le quatrième rang de tous les releveurs de la Ligue américaine dans cette catégorie.

### Orioles de Baltimore
Devenu de nouveau joueur autonome après cette unique saison pour Toronto, Gregg s'entend le 13 janvier 2011 avec les Orioles de Baltimore pour un contrat de deux saisons.
Il est suspendu pour trois matchs après un incident survenu le 8 juillet 2011 contre les Red Sox de Boston où une altercation entre David Ortiz et lui provoque une mêlée générale sur le terrain. Gregg présente une moyenne de points mérités de 4,37 en 63 sorties en relève en 2011. Il subit la défaite à chacune de ses 3 décisions.
En 2012, il apparaît dans 40 parties des Orioles et présente une moyenne de points mérités de 4,95 en 43 manches et deux tiers. Il est libéré par Baltimore en fin de saison, le 14 septembre.

### Cubs de Chicago
Gregg est le stoppeur des Cubs de Chicago en 2013 et protège 33 victoires, son 2e plus haut total en carrière.

### Marlins de Miami
Il est sans contrat au début de la saison 2014 et rejoint les Marlins de Miami en juin. En 12 sorties, il lance 9 manches et accorde 10 points pour une moyenne de points mérités de 10,00.

### Reds de Cincinnati
Le 7 février 2015, Gregg signe un contrat des ligues mineures avec les Reds de Cincinnati. Il accorde 12 points en 10 manches et un tiers pour les Reds et est libéré le 11 mai 2015.
Le 20 mai 2015, Gregg signe un contrat des ligues mineures avec les Mariners de Seattle. Il est libéré de son contrat le 15 juin suivant sans avoir joué pour les Mariners.

## Statistiques
| Saison | Équipe       | G   | GS | CG | SHO | V  | D  | SV  | IP    | SO  | ERA  |
| ------ | ------------ | --- | -- | -- | --- | -- | -- | --- | ----- | --- | ---- |
| 2003   | LA Angels    | 5   | 3  | 0  | 0   | 2  | 0  | 0   | 24.2  | 14  | 3,28 |
| 2004   | LA Angels    | 55  | 0  | 0  | 0   | 5  | 2  | 1   | 87.2  | 84  | 4,21 |
| 2005   | LA Angels    | 33  | 2  | 0  | 0   | 1  | 2  | 0   | 64.1  | 52  | 5,04 |
| 2006   | LA Angels    | 32  | 3  | 0  | 0   | 3  | 4  | 0   | 78.1  | 71  | 4,14 |
| 2007   | Floride      | 74  | 0  | 0  | 0   | 0  | 5  | 32  | 84.0  | 87  | 3,54 |
| 2008   | Floride      | 72  | 0  | 0  | 0   | 7  | 8  | 29  | 69.2  | 58  | 3,41 |
| 2009   | Chicago Cubs | 72  | 0  | 0  | 0   | 5  | 6  | 23  | 68.2  | 71  | 4,72 |
| 2010   | Totonto      | 63  | 0  | 0  | 0   | 2  | 6  | 37  | 59.0  | 58  | 3,51 |
| Totaux | Totaux       | 406 | 8  | 0  | 0   | 25 | 23 | 122 | 535.1 | 495 | 4,03 |

| Saison | Équipe    | G | GS | CG | SHO | V | D | SV | IP  | SO | ERA  |
| ------ | --------- | - | -- | -- | --- | - | - | -- | --- | -- | ---- |
| 2004   | LA Angels | 1 | 0  | 0  | 0   | 0 | 0 | 0  | 2.0 | 0  | 0,00 |
| 2005   | LA Angels | 1 | 0  | 0  | 0   | 0 | 0 | 0  | 2.0 | 3  | 0,00 |
| Totaux | Totaux    | 2 | 0  | 0  | 0   | 0 | 0 | 0  | 4.0 | 3  | 0,00 |

Note : G = Matches joués ; GS = Matches comme lanceur partant ; CG = Matches complets ; SHO = Blanchissages ; 
V = Victoires ; D = Défaites ; SV = Sauvetages ; IP = Manches lancées ; SO = Retraits sur des prises ; ERA = Moyenne de points mérités.